# Миколай (Юрик)

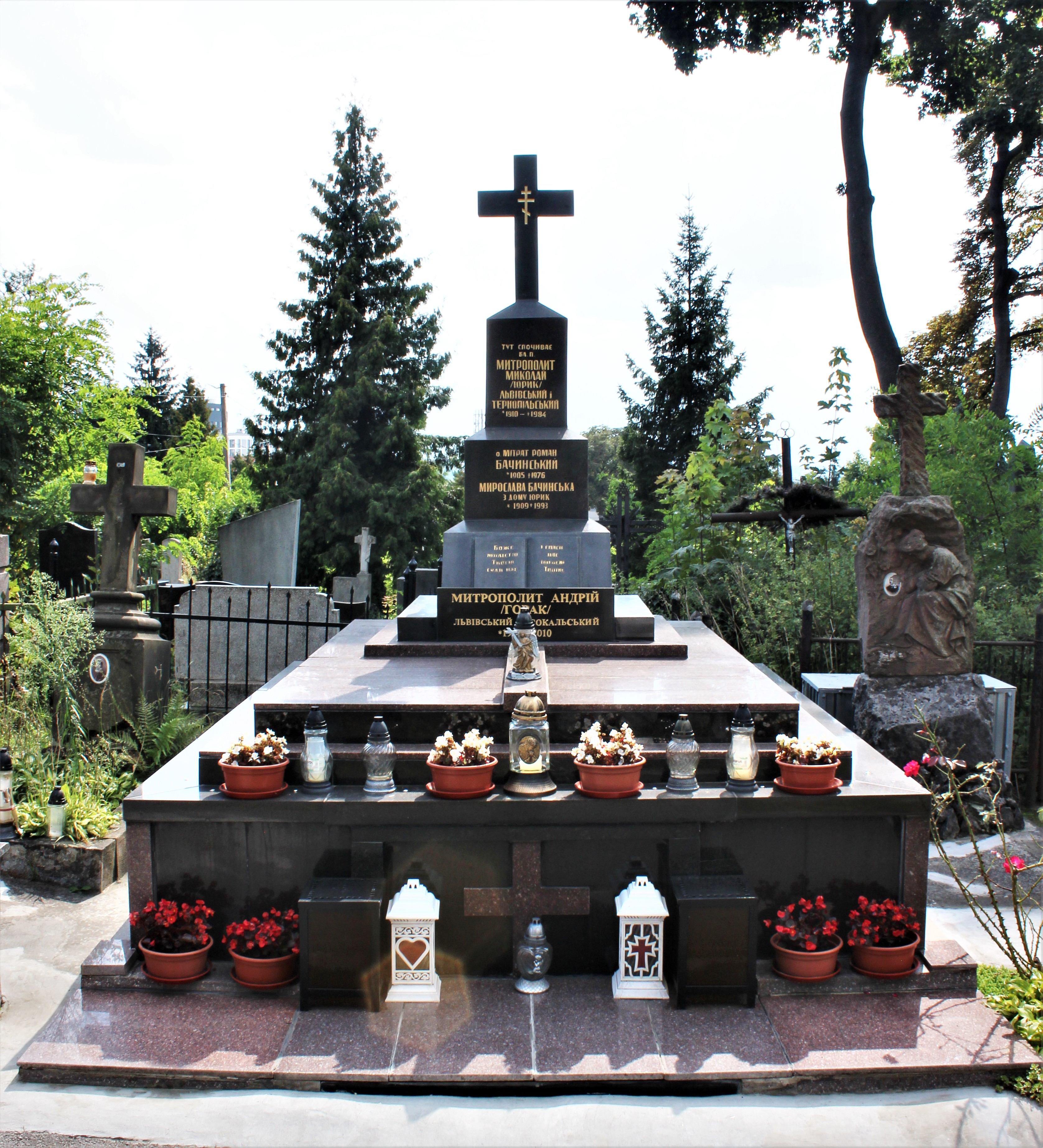
Гробниця, у якій похований митрополит Львівський і Тернопільський Миколай (Юрик).

Митрополит Микола (в миру Євген Миколайович Юрик; 6 грудня 1910, село Коростів, Галичина — 1 жовтня 1984, Львів) — єпископ Російської православної церкви, митрополит Львівський і Тернопільський.

## Біографія
Народився 6 грудня 1910 року в селі Коростів в Галичині (нині Сколівський район Львівської області) в сім'ї унійного священника.
У 1930 році закінчив класичну гімназію і поступив в Познанський медичний інститут (Польща), потім перевівся в духовну академію у Львові. У 1937 році завершив курс академії в Станиславові (нині Івано-Франківськ).
В цьому ж році висвячений в сан ієрея Греко-католицької церкви. Служив настоятелем церкви села Ганьківці (нині Снятинського району Івано-Франківської області). З 1938 року — законовчитель гімназії в місті Коломия та настоятель церкви в селі Воскресинці.
З 1941 року — настоятель греко-католицької церкви в селі Корнич Коломийського району Станіславської області, потім в місті Чернівці (1944), в містечку Пробіжна (1945).
Учасник Львівського Собору, який проходив 8-10 березня 1946  року, на котрому перейшов у православ'я і вступив у спілкування з Московською Патріархією. Назначений настоятелем церкви св. Миколая у Львові (1946). Начальник канцелярії Єпархіального управління (1946).
У 1950 році був репресований.
З 1955 року — настоятель Преображенської церкви у Львові.
З 15 квітня 1957 року був секретарем архієпископа Львівського Палладія (Камінського).
8 жовтня 1965 року назначений єпископом Львівським і Тернопільським. 19 жовтня 1965 року пострижений у ченці, 21 жовтня архієпископом Талліннським і Естонським Алексієм (Рідігером) піднесений в сан архімандрита.
31 жовтня 1965 року в Трапезному храмі Троїце-Сергієвої лаври хіротонізований в єпископа Львівського і Тернопільського. Хіротонію здійснили Патріарх Алексій I, митрополити: Крутицький і Коломенський Пимен (Ізвєков), Ленінградський і Ладозький Никодим (Ротов) і архієпископ Талліннський і Естонський Алексій (Рідігер).
18 квітня 1966 року піднесений в сан архієпископа з правом носіння хреста на клобуку у зв'язку зі святкуванням 20-річчя Львівського Собору. Надалі організував святкування 25-ти, 30-ти та 35-річчя цієї події.
Брав участь в роботі Всесвітньої ради церков. Член комісії Священного Синоду з питань християнської єдності (1969) та комісії Священного Синоду для підготовки Помісного Собору Російської Православної Церкви (1971).
17 червня 1971 року піднесений в сан митрополита за активну участь в підготовці та проведенні Помісного Собору.
23 листопада 1983 року відійшов від справ за станом здоров'я.
Помер 1 жовтня 1984 року. Похований на 31 полі Янівського кладовища у Львові в сімейній гробниці.